# 嫦娥5号T1
嫦娥5号T1（じょうが5ごうT1、英: Chang'e 5-T1）は中国の月探査試験機。嫦娥計画第三工程の一部として北京時間2014年10月24日午前2時に西昌衛星発射センターから長征3号Cロケットにより打上げられ、28日夜に月を周回した後、北京時間11月1日6時42分、内モンゴル自治区四子王旗に着陸した。なお、月周回中に月と地球の撮影をしている
。
本試験機は、嫦娥5号（2020年発射予定）の開発に役立てるため、地球と月との往復航行や、第2宇宙速度に匹敵する高速で地球の大気圏に再突入する技術などの実証を目的としていた。今回と同じような自由帰還軌道を使ったミッションは、1970年10月27日に帰還したゾンド8号以来、約44年ぶりのこととなる。

## 衛星とカプセルの形状
本試験機は人工衛星に地球帰還用カプセルが付いた構造になっており、その通常の人工衛星のような部分は嫦娥1号・嫦娥2号と同じ、通信衛星東方紅3号(DFH-3)衛星バスが使われているようで、電力供給や通信などを司っていると思われる。また帰還カプセルは、試験時に撮影された写真から、有人宇宙船神舟のものを縮小したような形をしていることが分かっている。この回収カプセルは11月1日に回収に成功した。

## L2点経由で、月軌道へ投入
帰還カプセルを分離した後、衛星本体は11月27日にラグランジュ点であるL2点へ投入された。その後、2015年1月5日にはL2点から離脱し、1月10日に月周回軌道に投入された。高度約200kmの月周回軌道上で、予定されている嫦娥5号ミッションに備えて様々な軌道制御試験を行ったり、嫦娥5号が着陸する予定の場所を高度を15kmまで落として高解像度で撮影が行われ、北京時間2015年11月1日6時42分に、内モンゴル自治区四子王旗に着陸した。